# Anna Knoroz
Anna Knoroz, född den 30 juli 1970, är en rysk före detta friidrottare som tävlade i häcklöpning.
Knoroz främsta merit är att hon blev bronsmedaljör på 400 meter häck vid EM 1994 i Helsingfors. Hon deltog även vid Olympiska sommarspelen 1996 i Atlanta där hon blev utslagen i försöken.

## Personliga rekord
- 400 meter häck - 54,11 från 1994